# Långhedberget
Långhedberget är ett naturreservat i Bodens kommun i Norrbottens län.
Området är naturskyddat sedan 2017 och är 0,5 kvadratkilometer stort. Reservatet omfattar två långsmala bergåsar med sluttningar. Reservatet består av naturskog av främst tallskog men även lövträd. 